# 燕诒堂程宅
燕诒堂程宅位于江苏省苏州市姑苏区西百花巷1号。建于清代，为苏州市文物保护单位。

## 历史
燕诒堂程宅为清末民初豫源钱庄老板程增瑞（號覲岳，1858 - 1923年）建造。程家在苏沪两地世代经营典当、钱庄。
燕诒堂程宅现存有三栋民国风格二层红砖楼房，原有中式风格厅堂花园均不存。苏州军分区司令员、中共苏州地委书记刘金山曾居住于此。